# El Ahuehuete
El Ahuehuete är en ort i Mexiko.   Den ligger i kommunen Tlayacapan och delstaten Morelos, i den sydöstra delen av landet, 60 km söder om huvudstaden Mexico City. El Ahuehuete ligger 1 310 meter över havet och antalet invånare är 125.
Terrängen runt El Ahuehuete är kuperad norrut, men söderut är den platt. Runt El Ahuehuete är det mycket tätbefolkat, med 1 056 invånare per kvadratkilometer. Närmaste större samhälle är Jiutepec, 18,6 km väster om El Ahuehuete. Omgivningarna runt El Ahuehuete är en mosaik av jordbruksmark och naturlig växtlighet.